# Tekla Hultin
Thekla (Tekla) Johanna Virginia Hultin (née le 18 avril 1864 à Jaakkima – morte le 31 mars 1943 à Helsinki) est première femme ayant soutenu son doctorat en Finlande. 
Elle est aussi députée, journaliste et militante féministe,.

## Biographie
Tekla Hultin naît à Jaakkimadans une famille de cinq enfants. Elle va à l'école à Sortavala puis dans une école privée de filles de Viipuri.  
Elle étudie à Helsinki et devient enseignante en 1885.
En 1886, Tekla Hultin commence ses études universitaires.
Elle étudie, entre-autres, la littérature, l'histoire de l'art et la psychologie, mais elle choisit l'histoire comme matière principale.
Au printemps 1891, elle obtient une maîtrise universitaire.
Elle travaille alors comme journaliste à Dagbladet (fi). 
En 1896, Tekla Hultin prépare sa thèse d'histoire.
Après sa soutenance, elle se dévoue à sa carrière et en particulier à l'action politique.
Elle édite des ouvrages comme Suomalaisuuden herätys et écrit, entre autres, la biographie de Leo Mechelin. 
En 1901, Tekla Hultin est nommée deuxieme actuaire du bureau principal du Tilastokeskus.
Dans son journal, Tekla Hultin décrit les évènements historiques de l'époque et les sentiments qu'ils éveillent alorscchez les finlandais.
Ainsi la  victoire du Japon contre la Russie soulèvera l'enthousiasme populaire qui mènera aux manifestations, aux émeutes et à la grande grève de 1905 en Finlande.

## Activités politiques
Tekla Hultin est aussi l'un des fondateurs du Parti jeune finnois et elle deviendra journaliste de Päivälehti, l'organe de presse principal du mouvement (1893–1901) et en 1900 de Isänmaan Ystävä.

## Ouvrages

### Livres
- (fi) Historiska upplysningar om bergshandteringen i Finland under svenska tiden. 1, Jernbruken (thèse), Université d'Helsinki, 1896, 247 p.
- (fi) Historiska upplysningar om bergshandteringen i Finland under svenska tiden. 2, 1897
- (fi) Leo Mechelin, en konturteckning, 1900
- Mikä on perustuslaki?, vuoropuhelua lautamiehen tuvassa, Tekla Johanna Virginia Hultin ; kirj. T. H. – Erkko Johan Henrik. 15 s., Otava, 1899.
- Mistä on kysymys?, 22 s., Nuorsuomalaisen puolueen kanslia, 1909.
- Naisasia Pienpainateaineisto, 1810–1944.
- Perustuslaillinen hallitus ja suomettarelainen hallitus, esitelmä pidetty nuorsuomalaisten kokouksissa syksyllä 1906, 24 s., 1906.
- (fi) Päiväkirjani kertoo, t. 1, 1899–1914, Kustannusoy, Sanatar, 1935, 507 p.
- (fi) Päiväkirjani kertoo., t. 2, 1914–1918., Sanatar, 1938, 400 p.
- Suomen asema Venäjän valtakunnassa. 19 s., WSOY,1908 Suomalaisen naisliiton kirjasia; 3
- (fi) Taistelun mies, piirteitä Jonas Castrénin elämästä ja toiminnasta, muistojulkaisu (Karjalan kulttuurirahaston isännistön toimesta), Otava, 1927, 181 p.
- Undersökning rörande nattarbeterskorna i Finlands industrier ; på uppdrag af Kejserliga Senaten och under dess öfverinseende värkstäld. X, 85, 49 s. s., Edlundska Bokhandeln, 1911. Arbetsstatistik; XI
- Vielä kerran suomettarelainen hallitus, vastaus sen nimettömälle asianajajalle. 32., Nuorsuomalaisen puolueen kanslia,1907.
- Yötyöntekijättäret Suomen teollisuudessa, tutkimus Keisarillisen Suomen Senaatin määräyksestä ja Teollisuushallituksen ylivalvonnan alaisena. X, 85, 49 s. 1911. Työtilastoa; 11

### Traductions et éditions
- Gustaf Alexander Cygnæus: K. Suomen talousseura 1797–1897, toimikunnan toimesta kuvailtu. Suomennoksen suoritti Tekla Hultin. 1897.
- (fi) Tekla Hultin (ed.), Suomalaisuuden herätys, lausuntoja suomalaisuuden asiassa ennen Saima-lehden ilmestymistä, Otava, 1892
- Suomen matkailija-yhdistys: Vuoksi, lyhyitä neuvoja Vuoksen-retkiä varten Imatralta Käkisalmeen ynnä kartta. Toim. Aug. Ramsay; suom. Tekla Hultin. Wasenius’en kirjakauppa, 1892.
- Ukko-Pekka, kansan mies, tammikuun 5 p:nä 1937. Toim. Erkki Räikkönen, E. A. Fabritius, Tekla Hultin. Sanatar, 1937.
- (fi) Pierre Paul Leroy-Beaulieu (trad. Tekla Hultin), Yleisen kansantalouden pääpiirteet [« Traité de la science des finances »], WSOY, 1891